# Zduhač

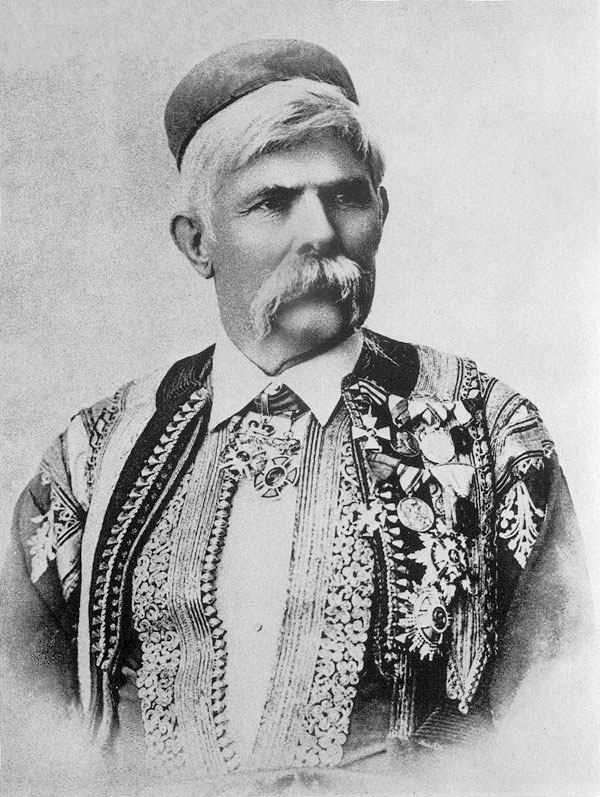
Marko Miljanov Popović (1833–1901), černohorský voják a spisovatel, o kterém se věřilo, že je zduhačem

Zduhač (srbsky здухаћ, zduhać), zduchač či stuhač je člověk nadaný nadpřirozenou mocí bojovat s nepřátelskými bytostmi, na jehož existenci se věřilo v Černé Hoře, východní Hercegovině, střední Bosně a západním Srbsku. Těchto bitev se účastní jeho duše a ke svému údělu je předurčen narozením v takzvané „košili“, blanitém vaku pokrývajícím hlavu, což jej spojuje se slovinským a chorvatskými kresniky, furlanskými benandanty, maďarskými táltosi a osetinskými burkudzäutä. Bitvy které zduhač bojuje, mají odvrátit zlé počasí a zajistit dobrou úrodu jeho kraji, vesnici či rodině. Za jeho nepřátele byli považováni ostatní zduhači, především ze zámoří.
Podobá se mu vetrovnjak, vilovit, a oblačar ze srbského folklóru a zmajevit a alovit ze srbského, makedonského a bulharského folklóru, jejímž protivníkem je démonické zosobnění špatného počasí jménem ala.
Srpski mitološki rečnik namísto toho uvádí stuhače jako zrůdu ze srbského a hercegovinského folklóru obývající hory a pustiny. Toto stvoření že si omotává své nohy onucemi z lidských šlach, aby při lezení na skály neuklouzl. Když se mu onuce zničí, opatří si z něčí nohy šlachy nové. V horách přepadává pocestné, do cesty jim hází kameny a láme jim nohy.

## Vjedogonja
Vjedogonja je lidská duše ve spánku opouštějící lidské tělo, na jejíž existenci se věřilo ve stejných oblastech jako ve zduhače, se kterým také tato představa splývala. Tato bytost mimo lidské tělo bojuje proti ostatním vjedogonjům, a pokud během těchto soubojů zahyne, umírá i člověk. Vjedogonja také zná věci minulé a budoucí. Vjedogonja má do jisté míry negativní charakter, což se projevovalo vírou že člověk, v kterém přebývá, se narodil v červené bláně, na rozdíl od jemu podobných pozitivních bytostí, které se rodily v bílé, a že se po smrti stává upírem. Vyniká velkou fyzickou silou, což se odráží v srbském úsloví „je silný jako vjedogonja“.